# جون بنتلي (لاعب دوري الرغبي)
جون بنتلي (بالإنجليزية: John Bentley)‏ هو لاعب دوري الرغبي بريطاني، ولد في 5 سبتمبر 1966 في Dewsbury ‏ في المملكة المتحدة.

## وصلات خارجية
- جون بنتلي على موقع دوري الرغبي الممتاز (الإنجليزية)
- جون بنتلي عل موقع إسبنسكروم (الإنجليزية)